# Großsteingrab Friedland
Das Großsteingrab Friedland (auch Geldkeller oder Geldkellerberg genannt) ist eine megalithische Grabanlage der jungsteinzeitlichen Trichterbecherkultur bei Friedland im Landkreis Mecklenburgische Seenplatte (Mecklenburg-Vorpommern). Es trägt die Sprockhoff-Nummer 450. Ludwig Brückner führte hier eine Untersuchung durch.

## Lage
Das Grab befindet sich etwa 3,5 km nordwestlich von Friedland, westlich der Straße nach Bresewitz. Aus Friedland sind außerdem zwei zerstörte jungsteinzeitliche Steinkisten bekannt.

## Beschreibung
Die Anlage besitzt eine von einem Rollsteinhügel ummantelte nordwest-südöstlich orientierte Grabkammer, bei der es sich um einen erweiterten Dolmen handelt. Die Kammer hat eine Länge von 2 m und eine Breite von 1,5 m. Sie besteht aus zwei Wandsteinpaaren an den Langseiten, einem Abschlussstein im Nordwesten sowie einem schmalen Stein im Südosten, der einen Zugang freilässt. Alle Wandsteine stehen noch in situ. Der Deckstein fehlt. Der Kammerboden ist mit Kalkstein-Platten gepflastert.
An Grabbeigaben wurden ein Gefäß, eine Keramikscherbe und eine verzierte Knochenplatte gefunden. Diese gelangten in Brückners Privatsammlung und sind heute verschollen.
Ewald Schuldt und Hans-Jürgen Beier führen das Grab als zerstört. Dies dürfte auf einen fehlerhaften Eintrag Schuldts zurückgehen, der den Erhaltungszustand des Großsteingrabes mit einer Steinkiste in Friedland verwechselte. Ernst Sprockhoff und Ingeburg Nilius führen es als erhalten.